# ياسر أيوب
ياسر محمد حسين أيوب كاتب صحفي وإعلامي مصري، ومتخصص في مجال الرياضة، يشغل حاليا رئيس تحرير مجلة 7 أيام، عمل من قبل في جريدة المصري اليوم والأهرام الرياضي، كما سبق له تقديم برامج تلفزيونية.

## أعماله
- الانفجار الجنسي في مصر- 1995[2]